# コウロコフウチョウ
コウロコフウチョウ （学名：Ptiloris victoriae）は、スズメ目フウチョウ科の鳥類。

羽をかざす仕草は、この鳥独特の求愛の踊りである。